# 徐迪雄
徐迪雄，湖南人，男，中共政治人物、軍事人物、中共黨員、中国人民解放军少將及醫生。
曾仼中国人民解放军陆军军医大学训练部副部长、部长及副校长；中国人民解放军陆军特色医学中心主任；武汉火神山医院副院长，现任中国人民解放军总医院院長，于2020年5月就任。抗擊武漢新冠期間，受命到湖南省前線協助抗疫，并发布有多篇文献。